# 哥德堡皇家艺术与科学院
哥德堡皇家艺术与科学院是1778年奉瑞典国王古斯塔夫三世之命而成立，是瑞典皇家藝術與科學院（KVVS）位於南部哥德堡的地方分院，也是瑞典皇家学院17个团体之一。

## 背景
哥德堡皇家艺术与科学院是一個科學院 ，成立於1773年，並於1778年3月6日得到皇室的確認。這個機構的前身於1759年成立，當時名叫「溫熱會所」，之後又改名為（拉丁語，意思是「Nothing but good」）:12。創始人主要是哥德堡的約翰·羅森（Johan Rosén）講師，後來是卡爾馬的主教馬丁·約蘭·沃倫斯特爾（Martin Jöran Wallenstråle）。
成員限制在100人以下，分為文、理兩大學科：
- 人文學科分為四個部門：
  - 知識
  - 文學
  - 美術
  - 歷史科學
- 科學學科分為六個部門：
  - 數學及技術、
  - 物理學、
  - 生物學及、
  - 醫學、
  - 法學及社會科學和
  - 神學、哲學和語言學。

因此嚴格來講，本院的譯名應作「哥德堡皇家文理學院」，但「哥德堡皇家艺术与科学院」這個譯名是目前在中國大陸最流行的名稱。
這些成員主要都是各個領域的教授，也有一些高級官員。他們大多居住在哥德堡又或來自哥德堡。會員資格透過選舉獲得，成為會員後可在名字加上縮寫LVVS。 皇家學會在每年1月24日，亦即古斯塔夫三世的生日，於哥德堡的人民大會堂哥德堡交易所慶祝。

## 成員
學院的目標是與當前的科學有關的未來，但在保持傳統的同時，成員的名字是“ 先生 ”和“夫人”。
今天，學院現有數學和自然科學、工程學、醫學、法律和社會科學，神學，哲學，語言科學， 藝術和文學等各方面的219名瑞典人和40名外國成員。 從一開始，女士們可以選擇，但是，直到現在，他們已經是少數 。 公司於1778年獲得皇室保護時，終止了長期接受女性會員的決定，但在此之前，有9位女性成員被任命，其中包括安娜·瑪麗亞·倫格倫（Anna Maria Lenngren）。

## 活動
KVVS的一項重要任務是啟動和支援科學研究。每年有獎勵300萬瑞典克朗，用於獎學金和支援科學期刊的出版。 
大部分資金來自17個不同的基金，用於獎學金，其餘的包括旅行和出版贈款。 KVVS支持科學考察，如19世紀末的維加遠征隊和20世紀中期的阿爾巴特羅斯遠征隊。通過與船公司的遠征和接觸，不僅是東印度公司，KVVS還會從外國收集物品。

## 年表
- 1759年：以「溫熱會所」的名稱成立
- 1778年：受古斯塔夫三世確認為皇家學會
- 1833年：成為了自然史博物館
- 1861年：哥德堡博物館成立
- 1878年至1880年：維加遠征（瑞典语：Vegaexpeditionen）
- 1948年：信天翁遠征（瑞典语：Albatrossexpeditionen）

## 知名人物
- 陈德亮：氣候學家，2013年成為院士[1]。